# Green Street (Londres)
Green Street es una calle del barrio de Newham, en Londres. El nombre aparece en registros desde el siglo XV y era el límite entre la antigua parroquia de East Ham y West Ham, desde la calle Romford hasta las marismas cerca del río Támesis.

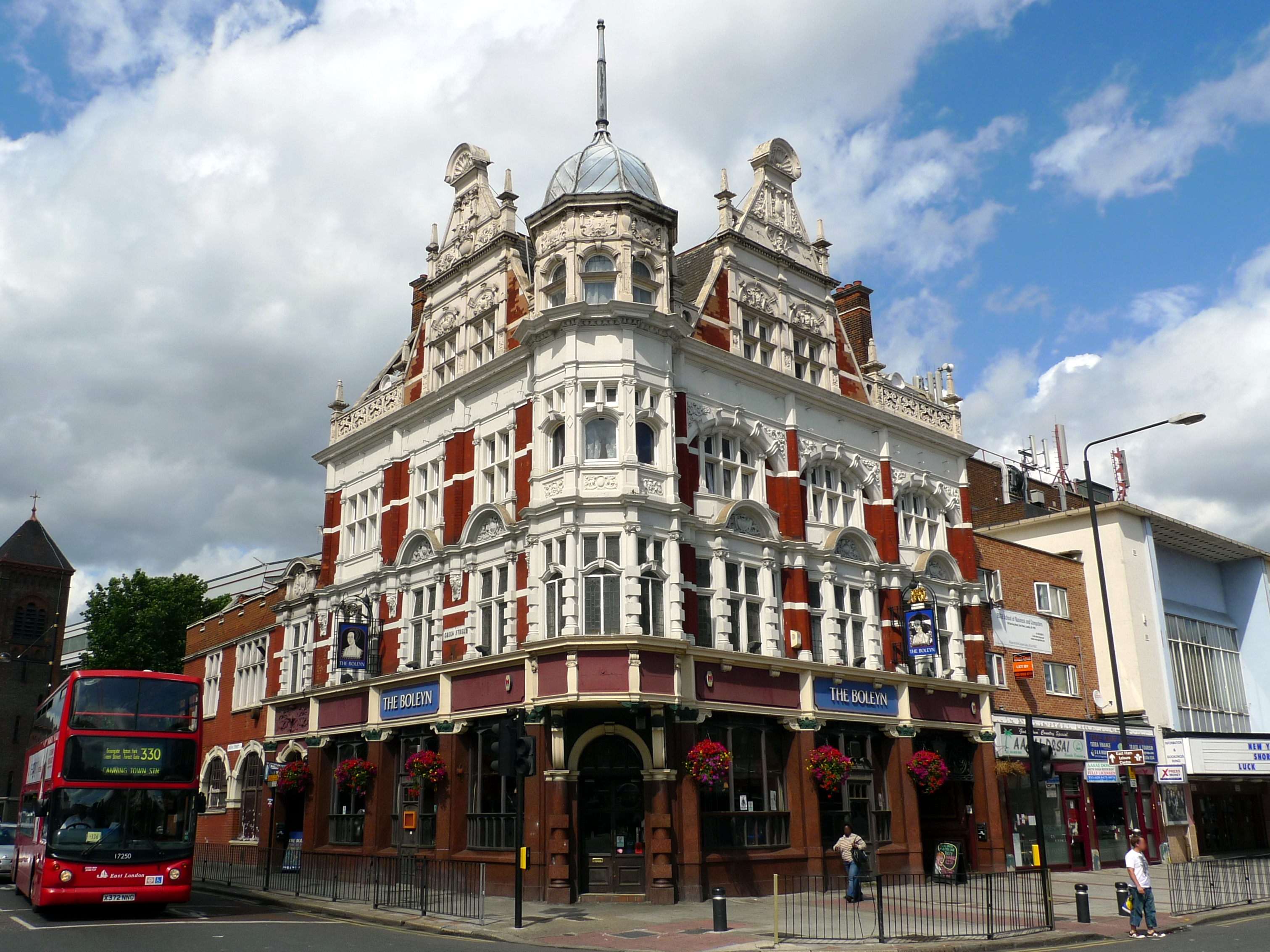
La casa pública Boleyn en la esquina de la calle Green y la calle Barking.

En la parte sur se encuentra el Boleyn Ground, hogar del equipo West Ham United. Debido a la ubicación del estadio de fútbol, Green Street (Calle Verde) a menudo ha sido escenario de violencia por parte de los fanáticos del fútbol, incluyendo los disturbios de Upton Park en 2009 donde participaron fanáticos del West Ham y Milwall.

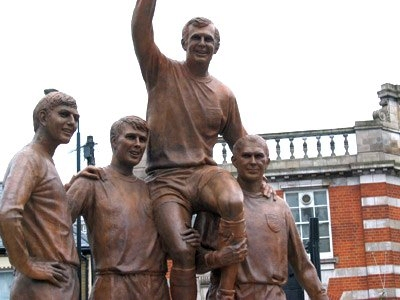
La estatua de los campeones en la calle Barking.

En el cercano cruce con la calle Barking, hay una estatua de campeones que conmemora a los jugadores del "West Ham" que ayudaron a ganar la copa del mundo en 1966: Bobby Moore, Geoff Hurst y Martin Peters. La parte superior cercana al puente Forest fue en su tiempo llamada El callejón del gitano, pues fue una vez un área frecuentada por gitanos.
Cerca de la estación de metro "Upton Park", la calle se convierte en un centro regional de venta al por menor de comida, joyería y telas, y el lugar donde se encuentra "Queens Market". La calle tiene una serie de tiendas especializadas principalmente en productos del sur de Asia, que atienden las necesidades de aquellos con fuertes lazos culturales y familiares con Bangladés, India y Pakistán. La calle también tiene una todavía poco prominente comunidad cultural afro-caribeña, reflejada en las varias tiendas de alimentación especializadas en productos caribeños y africanos.
Actualmente hay una enorme población musulmana bangladesí viviendo en el área.